# 山本清大
山本清大（やまもと きよと、1983年1月13日 - ）は、日本の元レーシングドライバー。東京都出身。

## 略歴
カートでレースデビュー。2001年にはカナディアン・チャンプカー・ライツに参戦し、9戦中2勝を挙げ、シリーズ2位。
2002年、フォーミュラ・ニッポンに「ソフト・オン・デマンド NOVA」からフル参戦。
当初は全日本F3選手権に参戦予定だったが、前年のカナディアン・チャンプカー・ライツの後半の成績から適応性の良さをチーム代表の森脇基恭が高評価し、フォーミュラ・ニッポンへの参戦が決定した。
当時一部ではまだトップフォーミュラに乗せるのは時期尚早ではないか、トップカテゴリーで満足に走れるほどの資質が果たして存在するのかと、彼の資質そのものを疑う声が挙がっていた。本人も｢経験不足かもしれないが精一杯頑張る｣と当時のインタビューで述べている。
開幕前のフォーミュラ・ニッポン・ルーキーテストでは、無事にルーキーテストに合格。しかし、シーズンを通して上位進出が中々果たせず（最高位は第2戦（富士）の11位）、１年目と言う事もあり、厳しい状態がシーズンを通して続いていた。
その年を最後に本人自身の持病による問題があり、モータースポーツからは遠ざかっている。同時にノバエンジニアリング自体もチームの弱体化が表面化し、翌年限りでフォーミュラ・ニッポンからは姿を消す事になる。
モータースポーツの現場を去って以降永らく彼の動向は不明となっていたが、飲食業等幾つかのビジネスを経て、現在はオイルメーカーのパワークラスター社を実父と経営しながら、カートレースのコーチで後進の育成などを行っている。

## ソフト・オン・デマンド
アダルトビデオメーカーのソフト・オン・デマンドがスポンサーに付いたのは、同社社長（当時）の高橋がなりと面識があり、カート時代からサポートを受けていた。フォーミュラ・ニッポン参戦時の記者発表では、高橋から冗談半分で「優勝できなかったらうちのビデオに出てもらう」との激励を受けた。なお、高橋が考案したマシンのカラーリングは「気持ちだけでも速く」をイメージし、蛍光イエローをベースとしたヒョウ柄と、デザイン的には当時からしてみてはユニーク、一方では「悪趣味」と揶揄されるデザインだった。
また、同チームのレースクイーン（SODレーシングギャルズ）にソフト・オン・デマンドからアダルトビデオをリリースしていたうさみ恭香などの現役AV女優が起用された。（SODレーシングギャルズ）が主演のレースクイーンを題材にしたAV作品SODレーシングギャルズレイプ ～卑猥なる引退セレモニー～ (12月20日、SODクリエイト) を送り出し、モータースポーツファンやメディア等各方面から強い批判やバッシングを受け、賛否両論の激しい議論を巻き起こすこととなった。

## レース戦績
- 1999年 - 全日本カート選手権FAクラス
- 2000年 - ヨーロッパカート選手権FAクラス
- 2001年 - カナディアン・チャンプカー・ライツ（LAレインボーレーシング）（シリーズ2位）
- 2002年 - 全日本選手権フォーミュラ・ニッポン（#9 ソフト・オン・デマンド NOVA／レイナード99L MF308）

### フォーミュラ・ニッポン
| 年     | チーム                      | 1      | 2      | 3      | 4       | 5       | 6       | 7      | 8       | 9      | 10     | 順位 | ポイント |
| ------ | --------------------------- | ------ | ------ | ------ | ------- | ------- | ------- | ------ | ------- | ------ | ------ | ---- | -------- |
| 2002年 | ソフト・オン・デマンド NOVA | SUZ 15 | FSW 11 | MIN 12 | SUZ Ret | TRM Ret | SUG Ret | FSW 13 | MIN DNS | TRM 15 | SUZ 13 | 21位 | 0        |